# CEBus
CEBus (Consumer Electronics Bus), auch als EIA-600 bezeichnet, ist ein US-amerikanischer Protokollstandard für Heimnetzwerke, der von der Electronic Industries Alliance (EIA) und der Consumer Electronics Manufacturer Association (CEMA) entwickelt wurde. Er unterstützt powerline- und funkbasierte Kommunikation, allerdings in Frequenzbereichen, die außerhalb der USA bereits anderweitig belegt sein können.